# Элбакян, Александра Асановна
Алекса́ндра Аса́новна Элбакя́н (род. 6 ноября 1988, Алма-Ата, Казахская ССР, СССР) — создательница научного сайта Sci-Hub.

## Биография
По собственным словам, имеет армянские, славянские и азиатские корни.
С детства интересовалась наукой, биологией, теорией эволюции:
|  | Ещё я помню, как читала советские научные книги, которые давали научные объяснения чудесным событиям, ранее считавшимся произведёнными богами или магией. |  | I also remember reading Soviet science books that provided scientific explanations for miraculous events thought previously to be produced by gods or magic. |  |
|  | |  | |  |

Написала подробную личную биографию на своем сайте. 

### Образование
В 2005—2009 годы обучалась в Казахском национальном техническом университете имени К. И. Сатпаева в Алматы, по специальности «Информационная безопасность». В университете занималась разработкой нейрокомпьютерного интерфейса. После окончания университета в 2009 году переехала в Москву, где работала в информационной безопасности. И уже в 2010 году присоединилась к исследовательскому проекту нейроинтерфейса в лаборатории Фрайбургского университета, далее проходила стажировку в Технологическом институте Джорджии в США. С 2012 по 2014 год обучалась в магистратуре Высшей школы экономики в Москве.
В 2016 году Александра Элбакян неудачно сдала экзамен по русскому языку, необходимый для получения гражданства России. Следующую попытку сдачи было возможно осуществить через год, но за это время был принят закон, согласно которому при получении гражданства нужно давать присягу, в которой присутствуют слова «клянусь соблюдать конституцию и законодательство РФ». По словам Александры, распространение научной информации, являющееся основной деятельностью проекта Sci-Hub, находится в России вне закона и, следовательно, по этой причине повторные попытки получения гражданства для неё представляются невозможными из принципиальных соображений.
В 2017—2019 году закончила магистратуру филологического факультета СПбГУ по профилю «Языки Библии», защитила выпускную работу с оценкой «три».

### Научная деятельность
Молодой исследователь. Сфера деятельности: компьютерные технологии, разработка нейрокомпьютерных интерфейсов. Зарегистрирована в нескольких научных сетях: ResearchGate
9 апреля 2024 г. диссертационный совет 24.1.143.03 при Институте философии Российской академии наук принял решение присудить Элбакян Александре ученую степень кандидата философских наук по результатам защиты диссертации "Открытость как эпистемическая ценность научной коммуникации".

## Sci-Hub
В 2009 году во время работы над дипломом в университете столкнулась с тем, что множество необходимых для работы статей в научных журналах находятся в платном доступе, который она не в состоянии себе позволить. Эти статьи пришлось скачивать в обход системы платного доступа. С 2011 года Элбакян стала участвовать в научных форумах, которые помогали участникам скачивать статьи без оплаты. Однако на ручное скачивание статей уходило много времени и сил. Это побудило её автоматизировать процесс, используя свой опыт в области программирования, и создать Sci-Hub, который был запущен 5 сентября 2011 года.
Александра Элбакян утверждает, что целью её проекта Sci-Hub является устранение барьеров для распространения научных знаний в обществе и сокращение цифрового неравенства. Само наличие Sci-Hub, по её словам, должно стимулировать научные издательства переходить на модель открытого доступа.
Для объяснения значения открытого доступа к научным знаниям Элбакян ссылается на социолога науки Роберта Мертона, который подчеркивал необходимость отсутствия права собственности на открытия для прогресса науки и нормальной деятельности научного сообщества.
Газета «Нью-Йорк таймс» сравнила её с Эдвардом Сноуденом, поскольку она избегает американского закона, проживая в России, интернет-издание Ars Technica — с Аароном Шварцем.
По состоянию на конец 2016 года Александра не раскрывает своего местонахождения. Так, в это время интервью журналу Nature проходило через зашифрованную электронную почту. В 2016 году Александра заявила, что её моральным долгом является поддержка сайта для тех, кто в нём нуждается.
В августе 2024 создала сайт, на котором разместила декларацию об открытом доступе к научному знанию. На этом сайте можно подписать декларацию, указав ФИО, загрузив фото и, при желании, основные научные работы (с дальнейшей верификацией подписи по электронной почте).

## Конфликты и критика
Александра Элбакян неоднократно вступала в конфликт с сообществом пользователей сервиса и посетителями Sci-Hub, в частности, в русскоязычном сегменте интернета. Оппоненты считают, что Элбакян не приемлет отличных точек зрения и неадекватно относится к любой критике, в вину Александре ставятся блокировки пользователей в группе Sci-Hub в социальной сети. В ноябре 2017 года Александра разблокировала почти всех пользователей, занесённых в чёрный список группы (было озвучено, что таких пользователей на тот момент было около 3,5 % от общего числа подписчиков группы). Позже в одном из сообщений в группе Элбакян обратила внимание на тот факт, что за всё время с сайта мог скачать статью абсолютно любой пользователь независимо от своих политических взглядов, социального статуса, пола и возраста, и так далее, на ресурсе намеренно не была введена регистрация, все статьи можно скачивать анонимно и делать это может любой человек. Также было отмечено, что между блокировкой в социальной сети и на сайте Sci-Hub существует принципиальная разница, так как блокировка в группе не лишает доступа к самому сайту Sci-Hub и научным статьям.
В одном из интервью Элбакян сообщила, что считает политические взгляды личным делом человека.

### Доступ к сайту Sci-Hub для пользователей из России
5 сентября 2017 года Александра остановила работу сайта на территории России, назвав это забастовкой. Среди причин этого шага она назвала «крайне неадекватное, оскорбительное поведение российских учёных в адрес создательницы сервиса». Одной из цитировавшихся фраз сообщения, появлявшегося при попытке открыть сайт из России была «российская наука с возу — кобыле легче». В одном из сообщений в социальной сети была фраза «Некоторые страны науки себе действительно — не заслужили». Согласно комментарию Александры Элбакян, её слова следует воспринимать как протест против того, что в стране совершаются действия, направленные на разрушение науки, а не как проявление ненависти к России.
9 сентября 2017 года Элбакян запустила сайт в работу на территории России. Согласно её комментарию, она получила много писем с благодарностью за помощь в работе и с заверениями, что «так называемые „научные просветители“ или популяризаторы, которые устраивают нападки в интернете, являются маргиналами».
8 февраля 2018 года доступ к сайту ограничивался на один день.

## Политические взгляды
Александру Элбакян вдохновляют идеи коммунизма, но она не причисляет себя к последовательным марксистам.
Элбакян негативно относится к деятельности российской либеральной оппозиции и связывает с ней фонд «Династия». По мнению Элбакян, популяризация науки в России политизирована в том числе благодаря работе данного фонда, так как принцип финансирования был скрыт и фонд финансировал только тех учёных, взгляды которого совпадали с его основателем Зиминым. На этом основании Элбакян выступила с критикой фонда. Она считает, что «недопустимо выдавать научную премию по признаку, что человек исповедует определённую идеологию».
Во время закрытия фонда «Династия» Элбакян решила разместить в своей и группе ВКонтакте краткие факты о деятельности фонда, которые, по мнению Элбакян, «замалчивались „либералами“ … и можно проверить». В ответ тех, от кого по мнению Элбакян последовала «неадекватная реакция, оскорбления и обвинения», она забанила. По комментарию Газета.Ru, девушка банила тех, кто высказывался в поддержку фонда. Элбакян, в свою очередь, на страничке проекта Sci-Hub в социальной сети «ВКонтакте» обвинила журналистов Газеты.Ru в обмане читателей.
Александра Элбакян выступает за сильное государство, которое может противостоять Западу и выбирать собственный путь развития, и при этом она считает, что всего этого нет в «либеральной риторике». По её мнению, учёные России и Казахстана могут «разделить судьбы учёных Ирака, Ливии и Сирии, которым США „помогли“ с демократизацией».
По своему опыту жизни в США и мнению проживающих там родственников Александра Элбакян считает, что жизнь в этом государстве сильно отличается от американской мечты в негативную сторону. Элбакян выступает против коррупции, но при этом отмечает, что «поддерживать любой протест, лишь бы он был направлен против власти, на мой взгляд, не очень разумно», и что нужно «внимательно смотреть на тех людей, кто претендует на власть».

## Публикации
- Mühl, Christian & Gürkök, Hayrettin & Plass-Oude Bos, Danny & Thurlings, Marieke & Scherffig, Lasse & Duvinage, Matthieu & Elbakyan, Alexandra & Kang, SungWook & Poel, Mannes & Heylen, Dirk. Bacteria Hunt - Evaluating multi-paradigm BCI interaction (англ.) // Journal on Multimodal User Interfaces. — 2010. — No. 4. — doi:10.1007/s12193-010-0046-0.
- Mühl, Christian & Gürkök, Hayrettin & Plass-Oude Bos, Danny & Thurlings, Marieke & Scherffig, Lasse & Duvinage, Matthieu & Elbakyan, Alexandra & Kang, S & Poel, Mannes & Heylen, D.K.J. Bacteria Hunt: A multimodal, multiparadigm BCI game (англ.) // Workshop report for the enterface workshop in Genova. — 2009.
- Elbakyan, Alexandra. Consciousness in mixed systems: merging artificial and biological minds via Brain-Machine Interface // [Conference Poster] (In Press). — 2010.
- John Bohannon, Alexandra Elbakyan. Data from: Who's downloading pirated papers? Everyone (англ.). — 2016-04-28. — doi:10.5061/dryad.q447c.
- Alexandra Elbakyan. Why Science is Better with Communism? The Case of Sci-Hub (англ.). UNT Open Access Symposium, Denton, TX. (20 мая 2016). Дата обращения: 27 февраля 2019.
- Alexandra Elbakyan. Sci-Hub 2017 downloads: additional rows for "10.1016/j" DOIs // Zenodo. — 2018-05-17.

## Награды и номинации
- По итогам 2015 года была номинирована на «Вики-премию» (премия «Свободные знания») и вошла в шорт-лист.
- По итогам 2016 года включена в число десяти наиболее влиятельных персон в научном мире, по версии журнала Nature[6][24].
- В 2017 году в честь Александры Элбакян («в ознаменование её вклада в то, чтобы научное знание стало доступно всем исследователям») назван новый вид ихневмонид из подсемейства Tryphoninae рода Idiogramma, открытый в центральной Мексике, — Idiogramma elbakyanae[45], а в 2021 году в честь неё назвали новый вид пресмыкающихся рода Amphisbaena — Amphisbaena elbakyanae[46].
- В 2025 году в честь Александры Элбакян назван новый вид квакш Hyloscirtus elbakyanae[47].